# Lamoriodes metaphaea
Lamoriodes metaphaea är en fjärilsart som beskrevs av George Francis Hampson 1910. Lamoriodes metaphaea ingår i släktet Lamoriodes och familjen tandspinnare. Inga underarter finns listade i Catalogue of Life.